# Flensburger Schifffahrtsmuseum
Das Flensburger Schifffahrtsmuseum ist ein 1979 gegründeter Zweigbetrieb des Städtischen Museums, der 1984 im ehemaligen Zollpackhaus an der Schiffbrücke als ein Höhepunkt der 700-Jahr-Feier der Stadt eingeweiht wurde; es bietet zur Stadtgeschichte einen Überblick über die Seefahrttradition Flensburgs.

## Geschichte

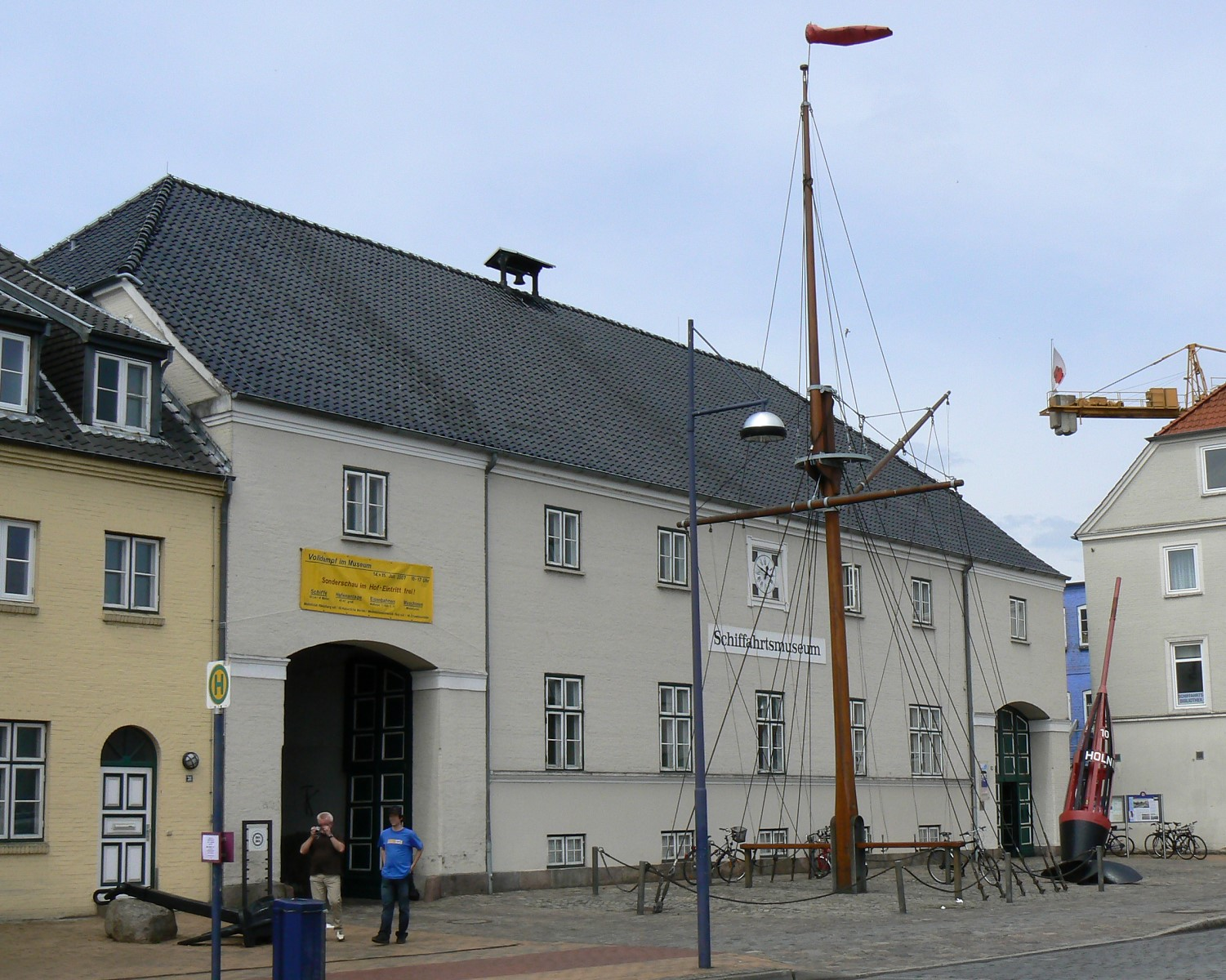
Das Schifffahrtsmuseum im ehemaligen Zollpackhaus (2007)

Das ehemalige Zollpackhaus wurde 1842/43 nach Entwürfen des königlich dänischen Bauinspektors Meyer erbaut. Bis zur Aufgabe der Funktion als Zolllager 1972 wurde es für die Lagerung von Zollverschlusswaren Flensburger Kaufleute genutzt, wobei Rum eines der Hauptprodukte war. Das Land Schleswig-Holstein übergab es 1979 an die Stadt Flensburg, die es für ein Museum zur Seefahrtgeschichte der Stadt übernahm. Es wurde so zu einer Zweigstelle des 1876 gegründeten Städtischen Museums, zu dessen 100-jährigem Jubiläum beschlossen wurde, das Schifffahrtsmuseum einzurichten.
1980–1983 wurde das denkmalgeschützte Gebäude weitgehend historisch restauriert, behindertengerecht eingerichtet und 1984 der Öffentlichkeit vorgestellt.
Im März 2012 wurde das Schifffahrtsmuseum nach einer zweijährigen kompletten Renovierung und Neukonzeption der Ausstellung neu eröffnet. Neben dem Zollpackhaus belegt die Ausstellung nun auch den Zollamtshof (Westindienfahrt, Butterfahrt und Flensburger Werft) sowie das neuerbaute Ausstellungsgebäude auf dem Hof (Wandel der Technik und des Bordalltags in den letzten 100 Jahren).

## Besonderheiten
Das Haus enthält mehrere Speicherböden, von denen der unterste durch gusseiserne Säulen getragen wird, die zum Beginn der Eisenindustrie in Flensburg erbaut wurden. Sie sind in der 1842 eingerichteten ersten Flensburger Eisengießerei des Georg Dittmann in der Neustadt nördlich des Nordertores entstanden.

## Sammlung des Schifffahrtsmuseums

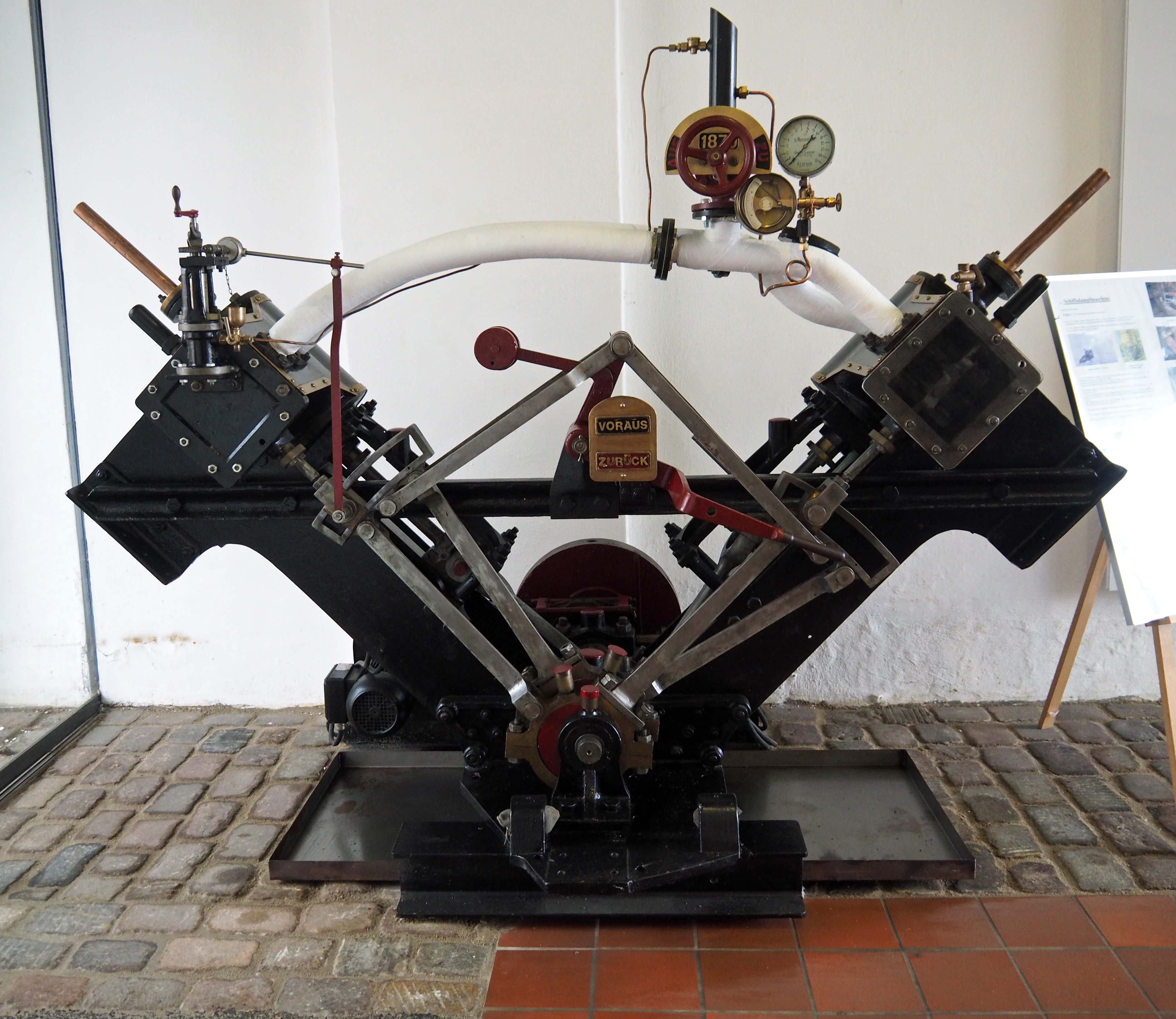
Zweizylinder-Schiffsdampfmaschine (um 1870)

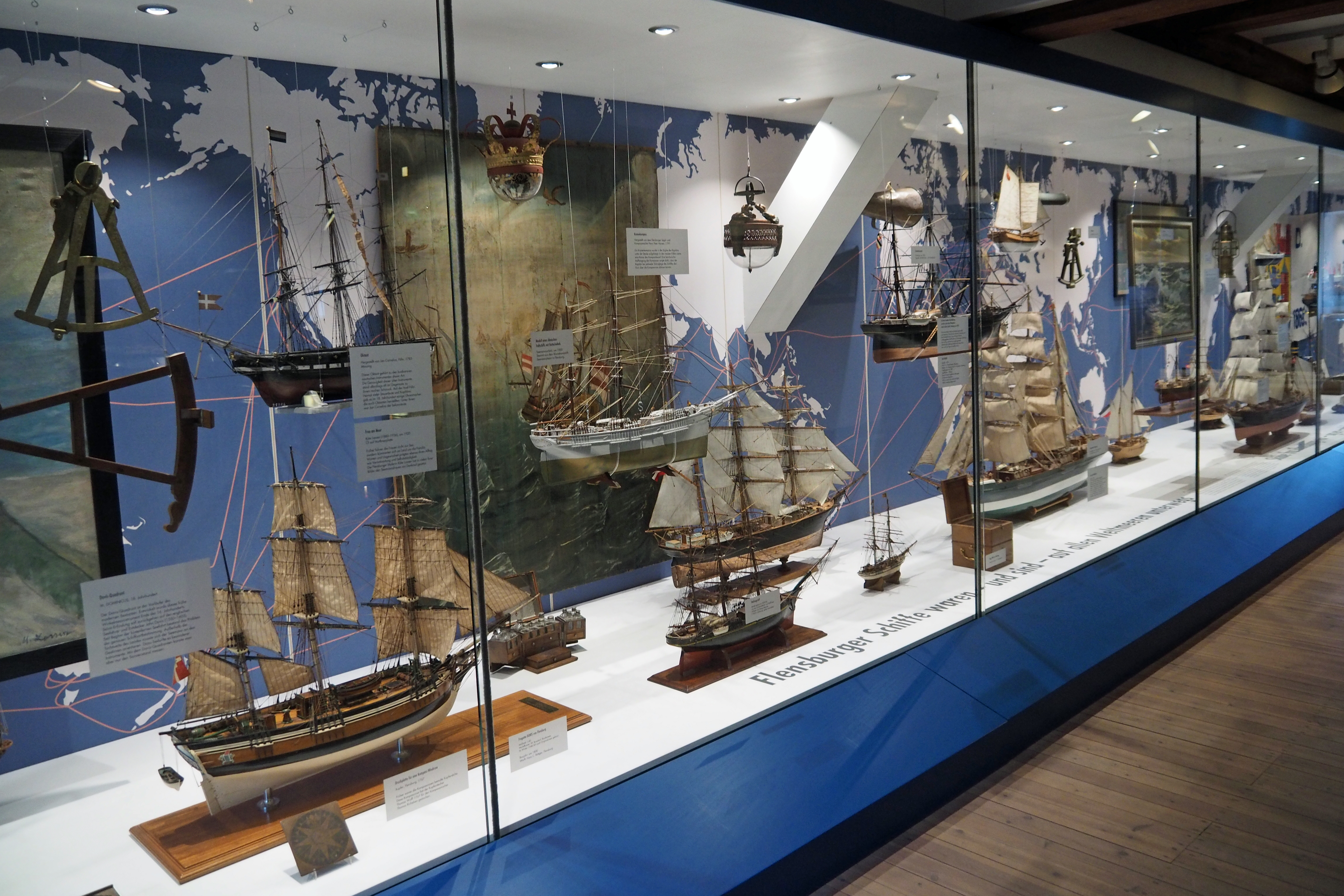
Vitrine mit Schiffsmodellen

Historische Schiffsporträts und -modelle aus der Sammlung des städtischen Museums aus der 700-jährigen Geschichte Flensburgs füllen mit den schifffahrtsbezogenen Sammlungsstücken des Museums wie den nautischen Instrumenten zwei Stockwerke. Zudem sind im Schifffahrtsmuseum Exponate zu Grönlandfahrten zu finden. Vom Flensburger Hafen aus waren im 18. bis zum 19. Jahrhundert entsprechende Fahren erfolgt. Auch die in den Stuben nordfriesischer Seefahrer gesammelten Fliesen und Volkskunstobjekte fanden einen Platz im Schifffahrtsmuseum.
Im Erdgeschoss steht ein großes Stadtmodell, das Flensburgs Blütezeit um 1600 illustriert. Der „Schatz des Schiffergelags“ zeigt wesentliche Relikte der Hafenbewirtschaftung im Mittelalter. Eine Reihe Flensburger Ansichten zeigt das Hafentreiben im 18. Jahrhundert. Daneben stehen Erinnerungsstücke an den Segelschiffbau in Flensburg.
Im ersten Obergeschoss werden die Geschichte der Segelschiffentwicklung, des Schiffbaus und der Handelshäuser in Flensburg gezeigt. Schwerpunkte bilden der Westindienhandel mit Rohrzucker, Rum, Kaffee und Farbhölzern mitsamt der Entwicklung Flensburger Reedereien.

## Rum-Museum
Im Keller des Schifffahrtsmuseums, wo sich früher das Zolllager befand, dokumentiert eine spezielle Abteilung des Schifffahrtsmuseums die Rumgeschichte Flensburgs. Die Abteilung mit dem Namen Rum-Museum, welches am 16. Mai 1993 eröffnet wurde, beherbergte zunächst Ausstellungsstücke zur Geschichte des Rumimports und des Rumverschnitts in Flensburgs Rumhandel. Nach einer umfassenden Neugestaltung eröffnete das Rum-Museum erneut im Juni 2014, und die Besucher erwartet nun ein 18-minütiger Film, anhand derer die Bedeutung des Rums für die Stadt aufgezeigt wird. Unter der Regie von Sönke Lassen, Kreativkopf von der Forward Filmproduktion, drehte ein Filmteam innerhalb von sechs Tagen an Schauplätzen wie dem Flensburger Hafen, dem Freilichtmuseum Molfsee, der Arniser Schifferkirche und dem Museumsdorf Den Gamle By im dänischen Aarhus.

## Sonderausstellungen
Mit der Ausstellung „Rum, Schweiß und Tränen“ wurde 2017 die von Flensburger Unternehmern praktizierte Sklaverei und die Ausbeutung der Menschen in den deutsch-dänischen Kolonialgebieten, speziell den Jungferninseln thematisiert.

## Rum & Zucker Meile
Das Schifffahrtsmuseum ist zudem Ausgangspunkt der Rum & Zucker Meile, die auch Süße Meile genannt wird. Die Idee für die Meile hatte Jutta Glüssing, die ehemalige Leiterin des Schifffahrtsmuseum. An 20 Stellen informieren Schilder über bedeutsame Orte des früheren Rumhandels in Flensburg. Im Jahr 2014 begann man die Beschilderung zu erneuern.
Die Rum & Zucker Meile hat die folgenden Stationen:
1. Zollpackhaus, also das Schifffahrtsmuseum selbst
2. Pott-Rum beim Nordertor
3. Sonnberg-Rum beziehungsweise Hansens Brauerei
4. Zuckerhof (in der Norderstraße)
5. Johannsen Rum
6. Handelshaus von H. C. Jensen
7. Zuckerraffinerie von Harries und Petersen Schmidt
8. Handelshaus von Andreas Christiansen
9. Das große Palais von Andreas Christiansen
10. Stadtwohnhaus der Familie Christiansen
11. Zuckerrafinadeur Ingwersen
12. Hofanlage des Westindienkaufmanns Petersen Schmidt
13. Bommerlunder-Gebäude von Herm G. Dethleffsen
14. Braasch Rum  in der Roten Straße
15. Zuckerrafinadeur
16. Kaufmannshof von Petersen Schmidt
17. Nachfolgebau vom Indigohof in dem sich eine Filiale von C&A befindet. Im Indigohof befand sich früher Hansen Rum.
18. Pott-Rum im Johannisviertel
19. Margarethenhof (wurde früher ebenfalls Zuckerhof genannt)
20. Matz-Rum

## Kapitänsweg

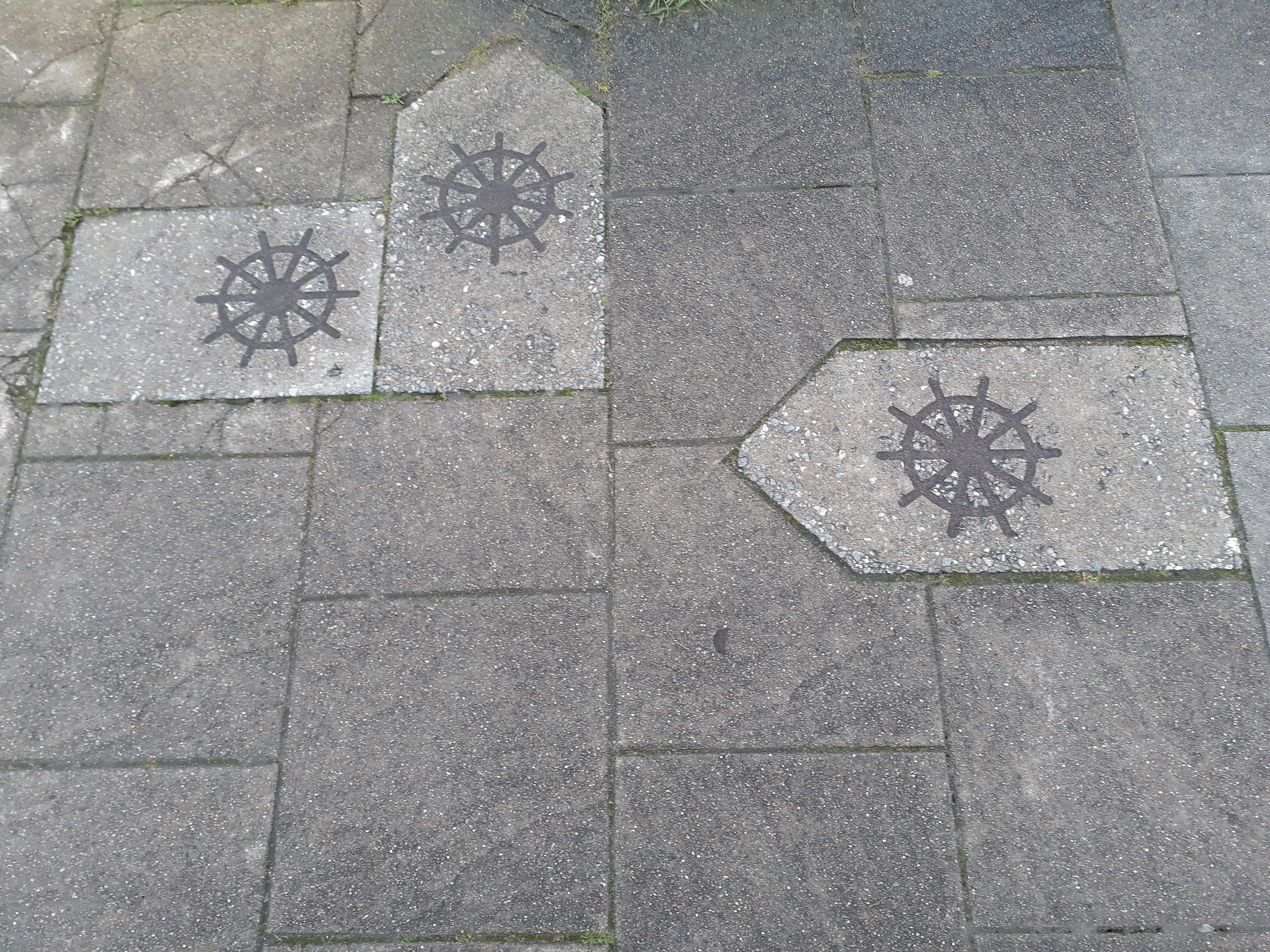
Markierungen des Kapitänsweges am Flensburger Hafen

Der Kapitänsweg ist ein weiterer Erkundungsweg, der beim Schifffahrtsmuseum beginnt. Mit dem Kapitänsweg begibt man sich auf die typischen Spuren eines Kapitäns aus dem 17. Jahrhundert. Der Weg führt rund um den Flensburger Hafen und durch die Flensburger Innenstadt. In den Boden eingelassene steinerne Markierungen mit einem Steuerrad weisen den Weg. 14 Informationstafeln geben auf Deutsch und Dänisch Erläuterungen zu den verschiedenen Bauwerken. Außerdem gibt es noch eine einführende kostenpflichtige Informationsbroschüre beim Schifffahrtsmuseum. Stationen des Weges sind:
1. Zollpackhaus
2. Museumshafen
3. Kompagnietor
4. Schiffbrückplatz
5. Hafenspitze
6. Fischereihafen
7. Ballastbrücke beziehungsweise Werftkontor
8. Pilkentafel
9. Steuermannsgang im Kapitänsviertel
10. Westindienspeicher
11. Reepschlägerbahn
12. Heiliggeistkirche
13. Marienkirche,
14. Norderstraße 40–44

## Weitere museale Aufbereitung des Flensburger Hafens
- Das Schifffahrtsmuseum liegt an der Schiffbrücke, dem ehemaligen Liegeplatz der Segelschiffe der Stadt sowie des 1908 gebauten Salondampfers Alexandra, der heute vom „Verein Museumshafen“ mit seinen historischen Segelschiffen und einer nachgebauten Segelschiffswerft wieder zum Leben erweckt wurde.
- Fischereimuseum am Flensburger Hafen
- Die Deutsche Marinegeschichte, eingeschlossen die Marinegeschichte der Stadt, wird in der Wehrgeschichtlichen Ausstellung in der Kommandeursvilla der Marineschule Mürwik behandelt. Die dortige Ausstellung ist mindestens einmal die Woche für die Öffentlichkeit geöffnet.
- Mit Yachtgeschichte beschäftigt sich seit 2016 das Robbe & Berking Yachting Heritage Centre am Hafen in Fruerlund, am Rande von Mürwik.